# 1912–1913-as román labdarúgó-bajnokság (első osztály)
Az 1912–13-as román labdarúgó-bajnokság a román labdarúgó-bajnokság legmagasabb osztályának negyedik alkalommal megrendezett bajnoki éve volt. A pontvadászat 6 csapat részvételével zajlott. 
A bajnokságot a Colentina București nyerte az ezüstérmes FC Bukarester, és a bronzérmes Cercul Atletic Bucureşti előtt.